# AD Seaplane Type 1000
L'AD Seaplane Type 1000, désigné également Admiralty 1000 ou AD.1, était un hydravion trimoteur destiné à l’attaque des navires de surface dessiné en 1915 par Harris Booth au sein du British Admiralty Air Department.

## Tirer au canon sur les navires ennemis
Grand biplan à ailes inégales décalées, le Type 1000 disposait d’un court fuselage avec un moteur à l’arrière et deux importantes poutres supportant l’empennage bidérive, avec flotteur à l’avant et à l’arrière. Un moteur entraînant une hélice quadripale était monté à l’avant de chaque poutre. Aménagé pour un équipage de 5 hommes, cet appareil devait être réalisé en trois versions :
- un bombardier (400 kg de bombes)
- un torpilleur (probablement le premier avion conçu pour ce rôle) ; 1 torpille de 360 mm (367 kg)
- un avion d’attaque armé d’un canon sans recul Davis de 76 mm tirant des obus de 5,4 kg. On se rendit compte par la suite que cette arme produisait un fort jet de gaz vers l’arrière et il fut décidé de la remplacer par un canon d’assaut de marine classique, qui devait avoir un débattement de 49° vers le haut à 38° vers le bas.

## Des performances insuffisantes
Construit à East Cowes, dans l’Île de Wight, par les chantiers navals J. Samuel White, le premier des 7 exemplaires commandés par l’Amirauté fut achevé au printemps 1916. Mais les moteurs Sunbeam Nubian n’étaient pas disponibles. Il débuta donc ses essais en vol durant l’été 1916 avec des moteurs Hispano-Suiza de 100 ch. C’était alors le plus gros aéroplane jamais construit en Grande-Bretagne à prendre l’air. Mais ses performances étaient ridicules. Sous-motorisé, le Type 1000 souffrait également de faiblesses au niveau des attaches de flotteurs. Des moteurs Sunbeam Nubian II de 150 ch furent livrés en 1917 au centre d’essais des hydravions de Felixstowe, mais ne furent probablement jamais installés, le programme ayant été abandonné et les 6 derniers exemplaires annulés. De même le canon de 76 mm ne fut jamais monté sur cet appareil.